# Автогеноцид
Автогеноци́д (англ. Autogenocide), інколи самогеноци́д — геноцид, масове винищення державою громадян своєї країни.
Термін утворюється від поняття геноцид з використанням грецького зворотного займенника auto, тобто геноцид спрямований проти себе. Цей термін був введений в науковий обіг в другій половині 1970-х років для позначення геноциду власного народу комуністичним урядом червоних кхмерів у Камбоджі, на відміну від класичного «зовнішнього» геноциду, як то вбивства євреїв і слов'янського населення на захоплених нацистською Німеччиною територіях.
На відміну від науковців, прибічники «Російського світу» під поняттям автогеноцид розуміють «редукцію окремих народів, яка здійснюється „неоязичниками“ через ООН і ЄС».